# Ток (приток Самары)
Ток — река в Оренбургской области России, правый приток Самары.
Длина реки составляет 306 км, площадь бассейна — 5930 км².

## География
Река Ток берёт начало на западных склонах Общего Сырта, в Александровском районе Оренбургской области, в нескольких километрах юго-восточнее села Дмитриевка. Источником является Чиганихин родник. Впадает в Самару около города Бузулук.
На правом берегу реки Ток в 3,4 км к северо-востоку от села Юлты Красногвардейского района в урочище Красноярка находится могильник эпохи энеолита, датируемый возрастом 4035—3992 лет до н. э. (калиброванная дата).

### Притоки
- Точёк
- Биткул
- Молочай
- Берлюк
- Трай
- Зиганнек
- Турганник
- Кутерля
- Берёзовая (у с. Новоюлдашево)
- Кристалка
- Ишалка
- Ильмень
- Каменка

## Происхождение названия

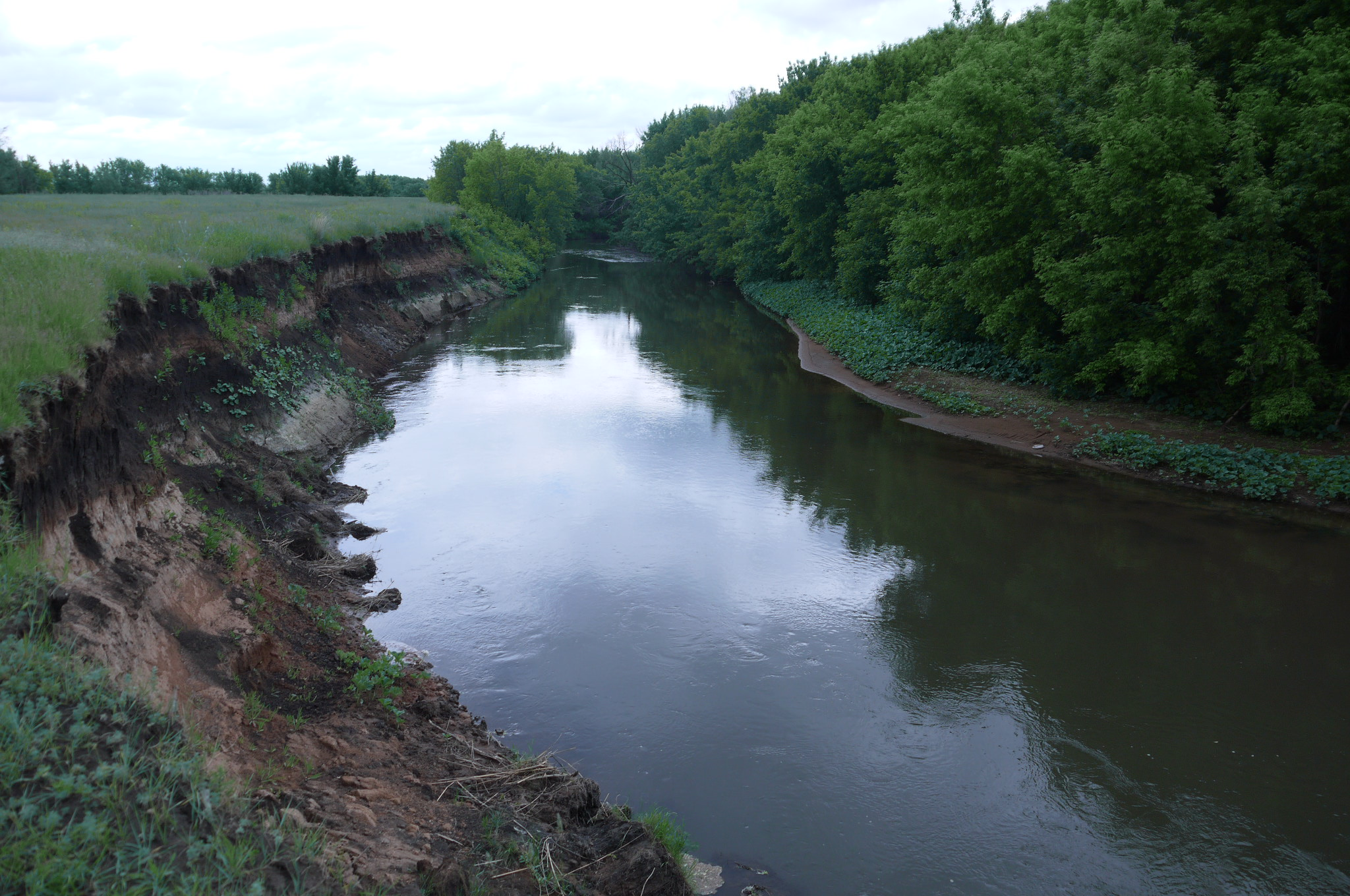
Река Ток в селе Старобогдановка

Топоним сопоставляют с баш. туҡ, тат. тук, каз. ток — «сытый». Он может указывать на доисламский обряд жертвоприношения духу реки, чтобы он, смилостивившись и насытившись, разрешил успешно переправиться на другой берег.

## Данные водного реестра
По данным государственного водного реестра России относится к Нижневолжскому бассейновому округу, водохозяйственный участок реки — Самара от Сорочинского гидроузла до водомерного поста у села Елшанка. Речной бассейн реки — Волга от верховий Куйбышевского водохранилища до впадения в Каспий.
Код объекта в государственном водном реестре — 11010001012112100006778.